# Lago Union
Lago Union é um lago de água doce localizado em sua totalidade em Seattle, Estados Unidos. A Boeing começou sua produção em 1916. Sua proximidade ao centro de Seattle torna o lago um local popular de recreação, e durante épocas mais quentes a prática de caiaque é bastante comum. Hidroaviões operados pela Kenmore Air utilizam as águas para decolagem e aterrissagem em várias épocas do verão.
O parque Gás Works é o maior ao redor do lago, e o mais popular entre moradores da região e visitantes. O local é palco de concertos de verão e de uma das maiores apresentações de fogos de artifício no Dia da Independência dos Estados Unidos. Outros parques da região incluem North Passage Point, South Passage Point, Fairview, Terrus Pettus e South Lake Union.
Parte do sistema de canal de navios do lago Washington, as águas fluem para o lago Union do lago Washington, saindo então para a Puget Sound. Por causa da conexão com as águas salinas de Puget Sound, o lago Union possui certa quantidade salina. 